# Bava qama
Bava qama/בבא קמא (dt. „die erste Pforte“) ist der erste Traktat der Mischna in der Ordnung Nesiqin סֵדֶר נְזִיקִין (Schädigungen). Er hat eine Tosefta sowie eine Gemara in beiden Talmudim.

## Die drei Bavot
Die Bezeichnung Bava qama stammt aus dem Aramäischen und bedeutet wörtlich erstes Tor bzw. erste Pforte. Im übertragenen Sinne bezeichnet Bava auch einen Abschnitt eines literarischen Werkes. Der Name verweist darauf, dass Bava qama zusammen mit Bava metzia (dt. „die mittlere Pforte“) und Bava batra (dt. „die hintere Pforte“) einst zusammen einen Traktat bildete. Die Unterteilung in drei Abschnitte erfolgte rein schematisch und vermutlich aus praktischen Gründen: Alle drei Bavot enthalten jeweils 10 Kapitel, sind also in Summe recht umfangreich. Diese Unterteilung entstammt aber vermutlich allein der babylonischen Texttradition, in der eretz-jisra'elischen Überlieferung findet sie sich nicht und der gesamte Traktat trägt noch den Namen des Seders: Nesiqin. Dieser Name, zu deutsch „Schädigungen“, gibt auch den Hauptinhalt, das innerjüdische Zivilrecht, wieder.

## Inhalt
Das erste Kapitel ist eine Art Eröffnung zum gesamten Traktat und benennt die juristischen Grundkategorien, welche in den folgenden Kapiteln näher erläutert werden. Mischna 1 verhandelt vier Schadenskategorien (hebräisch אבות נזיקין), die z. T. Exodus 21f. entnommen sind: Ochse/שור (Ex 21,28-32), Grube/בור (Ex 21,33f.), Abweiden/מבעה, Brand/הבער (Ex 22,4f.). Die Kategorie „Ochse“ wird im Verlauf des Traktats mit „Horn“ bezeichnet, die Kategorie „Abweiden“ mit „Zahn und Fuß“. Die Mischna erklärt auch die Unterschiede sowie die Gemeinsamkeiten dieser vier Kategorien:

„Der ihnen gemeinsame Aspekt ist, dass es ihre Art ist zu schädigen, und ihre Bewachung dir obliegt.“

Mischna 4 unternimmt eine weitere Unterscheidung zwischen „unschuldig“ (תם) und „verwarnt“ (מועד, eigentlich „bezeugt“). „Verwarnt“ bezieht sich auf Tiere oder Menschen, deren Art es (unter bestimmten Umständen) ist, Schaden zuzufügen. So gelten Wolf, Löwe, Bär, Tiger, Panther und Schlange als „verwarnt“, nach Rabbi Elasar jedoch – mit Ausnahme der Schlange – als unschuldig, wenn sie gezähmt sind. Das zweite Kapitel besteht im Wesentlichen aus der Auslegung des ersten Kapitels und endet mit der Feststellung, dass der Mensch immer als „verwarnt“ gilt.
Die Mischnajot 3,1-7 regeln verschiedene Schadensfälle im öffentlichen Gebiet. Von 3,8 bis 5,4 werden Schadensfälle, die durch Ochsen entstehen, geregelt. Im Folgenden diskutieren die Rabbinen über Gruben, Aufhäufungen und Ähnliches. Ab 6,4 wird das Thema „Brand“ verhandelt.
Das siebente Kapitel beinhaltet die Bestimmungen zu Diebstahl. Für die Erstattung werden Fälle von doppelter Rückzahlung (vgl. Ex 22,3ff.) und vier- bzw. fünffacher Rückzahlung (vgl. Ex 21,37) unterschieden. Letztere tritt nur bei belebtem Diebesgut ein. Weiterhin werden Fragen zur Zeugenschaft in Diebstahlprozessen behandelt.
Das achte Kapitel widmet sich Regelungen im Falle von Körperverletzung. Die beiden letzten Kapitel widmen sich den Fragen, die im Zusammenhang mit Raub stehen, wie mit geraubtem Gut umzugehen ist etc. Interessanterweise wird in diesem Kontext auch der Umgang mit Zöllnern geregelt.
Eine wichtige Unterscheidung im Hinblick auf Personen wird im Traktat nicht gesondert ausgeführt, kommt aber in zahlreichen Einzelregelungen zum Tragen: Ein Tauber, ein Stummer und ein Minderjähriger (hebräisch חרשׁ שׁוטה וקטן, oft mit den Anfangsbuchstaben abgekürzt חש"ו) sind nur eingeschränkt rechtsfähig, damit aber auch nur eingeschränkt schuldfähig. Gewisse Einschränkungen hinsichtlich beider Aspekte gibt es auch für Frauen und Sklaven.